# Дев'ятий скелет
"Дев'ятий cкелет" - оповідання американського письменника Кларка Ештона Сміта. Вперше було опубліковане у вересневому номері журналу "Weird Tales" за 1928 рік. Це було його перше оповідання для Weird Tales. 

## Сюжет
Історія розповідає про долю чоловіка Герберта, який по дорозі на побачення зі своєю дівчиною Ґенев'єрою переживає моторошне видіння різних скелетів, кожен з яких насувається з дитиною-скелетом на руках. Дев'ятий скелет (з назви) не має немовляти, але все ще перебуває в могилі і намагається затягнути оповідача до себе. Однак він приходить до нормальної реальності, вочевидь, завдяки дотику Генев'єри до його руки.

На початку оповідання міститься точний опис району Боулдер Рідж в Оберні, штат Каліфорнія, де Сміт прожив більшу частину свого раннього життя.

## Прийом
Рецензуючи "Genius Loci та інші оповідання" у книзі "Путівник по надприродній фантастиці" 1983 року, Е. Ф. Блейлер рекомендував "найкращі оповідання: "Дев'ятий скелет", "Привиди вогню" (який добре написаний, хоча й банальний за темою) та "Бог-хранитель"". 